# Теорема Кука о двусторонних автоматах
Теорема Кука — результат теории автоматов, демонстрирующий, что выполнение двустороннего детерминированного автомата с магазинной памятью может быть смоделировано за линейное время на машине с произвольным доступом к памяти. Открыта в 1970 году учёным из торонтского университета Стивеном Куком. Теорема послужила теоретическим фундаментом для множества линейных алгоритмов обработки текста, таких как алгоритм Манакера, алгоритм Кнута — Морриса — Пратта и алгоритм Вайнера.

## Постановка
Детерминированный двусторонний автомат с магазинной памятью может быть определён как набор {\displaystyle P=(Q,\Sigma ,\Pi ,\delta ,s_{0},Z_{0},s_{t})}, где
- {\displaystyle Q} — множество состояний автомата,
- {\displaystyle \Sigma } — входной алфавит,
- {\displaystyle \Pi } — стековый алфавит,
- {\displaystyle \delta } — множество переходов автомата,
- {\displaystyle q_{0}\in Q} — начальное состояние автомата,
- {\displaystyle Z} — нижний символ стека,
- {\displaystyle s_{t}} — финальное состояние.